# Liberalizzazione
Con liberalizzazione ci si riferisce a un processo, solitamente legislativo, che consiste, generalmente, nella abrogazione di norme o nella riduzione di restrizioni precedentemente esistenti.

## Descrizione

### Caratteristiche
Il fenomeno comporta nella sostanza l'adeguarsi ai principi del liberalismo economico o a esigenze di libera scelta o di autonomia. Tipicamente, ci si riferisce alla liberalizzazione economica, specialmente alla liberalizzazione del commercio e del mercato, del capitale o del lavoro (vedi oltre). 
Nel campo delle politiche sociali il termine può riferirsi a un alleggerimento di leggi riguardanti, ad esempio, il divorzio, l'aborto, l'omosessualità, le droghe o il proibizionismo in generale. Politiche economiche di liberalizzazione sono maggiormente favorite da governi di orientamento liberista.

### Differenze e rapporti con la privatizzazione
Sebbene la liberalizzazione economica sia spesso associata con la privatizzazione, i due fenomeni possono restare quantomai distinti. Ad esempio l'Unione europea ha liberalizzato i mercati del gas naturale e dell'energia elettrica, istituendo un sistema di concorrenza. Nonostante questo alcune delle principali compagnie elettriche europee, come la EDF o la Vattenfall, sono rimaste parzialmente o totalmente di proprietà dei governi.
I servizi pubblici liberalizzati e privatizzati possono essere dominati da poche grandi compagnie, particolarmente in settori che richiedono grossi investimenti e grossi costi irrecuperabili, come ad esempio nel settore del gas, dell'elettricità e della distribuzione dell'acqua (i cosiddetti monopoli naturali). In alcuni casi questi possono rimanere dei monopoli legali, almeno per una parte del mercato, ad esempio per i piccoli consumatori.
L'obiettivo ultimo di ogni liberalizzazione è l'eliminazione delle rendite associate a una regolazione ingiustificatamente restrittiva. Le rendite vengono infatti capitalizzate e la liberalizzazione, conducendo alla riduzione del loro valore, impone, a chi ne beneficia, significative perdite in conto capitale. Inoltre la liberalizzazione favorisce i nuovi entranti e danneggia coloro che già operano nel mercato. Anche da ciò nasce quindi l'importanza della presenza dello Stato e di un'istituzione pubblica di vigilanza (in Italia, la Consob).

### Implicazioni politiche
Processi di liberalizzazione, in alcuni regimi dittatoriali, possono precedere la democratizzazione. Questo fenomeno non si è tuttavia sempre verificato, come ad esempio nel caso della Primavera di Praga.
Esiste una netta differenza tra la liberalizzazione e la democratizzazione, nonostante alcuni pensino che siano lo stesso concetto. La liberalizzazione non deve necessariamente verificarsi in concomitanza con una democratizzazione e ha a che fare con una serie di cambiamenti, politici e sociali, relativi a una particolare questione, come ad esempio la liberalizzazione di proprietà statali che vengono rese disponibili all'acquisto privato. È possibile che un processo di democratizzazione scaturisca da uno di liberalizzazione ma questo ha a che fare con una più ampia prospettiva di governo.

## Nel mondo

### In Europa
La Costituzione europea ha introdotto il principio della liberalizzazione dei movimenti dei lavoratori (art. III-194), dei servizi delle banche e delle assicurazioni "che sono legati a movimenti di capitale" (art. III-146), i servizi che intervengono in modo diretto sui costi di produzione e possono agevolare lo scambio di merci (art. III-147), tutelando in modo particolarmente restrittivo ogni possibile limitazione alla libera circolazione dei capitali con i Paesi extra-UE. 
Rispetto a quest'ultima eventualità -e non relativamente agli altri principi di libera circolazione di persone, idee e merci- l'art. III-157 dispone che "solo una legge o legge quadro europea del Consiglio può stabilire misure che comportino un regresso del diritto dell'Unione per quanto riguarda la liberalizzazione dei movimenti di capitali diretti in paesi terzi o provenienti da essi". La liberalizzazione della filiera commerciale è subordinata a una politica europea comune e all'armonizzazione dei principi adottati dagli Stati membri nella legislazione interna (art. III-315).

### Italia
Dopo un primo tentativo del Governo Prodi del 2006 con i decreti Bersani, il tentativo di effettuare modifiche normative di tipo pro-concorrenziale fu proseguito dal ministro Tremonti del Governo Berlusconi; esso fu ripetuto, più incisivamente, dal Governo Monti con il decreto-legge n. 1 del 2012.

#### Mercato elettrico
Nel 1997, la Corte di giustizia dell'Unione europea ha respinto il ricorso della Commissione avverso ENEL per difetto di motivazione, dichiarando legittimo il monopolio commerciale che riserva all'operatore italiano i diritti esclusivi di importazione ed esportazione di elettricità. 
Il monopolio obbligava gli importatori a contrarre con ENEL, limitando la loro libertà economica di rivolgersi ad altri clienti o fornitori. Benché l'art. 31 del Trattato CE qualificasse l'energia come merce, quindi assoggettandola al principio della libera circolazione, lo stesso giustifica la previsione di un monopolio commerciale con l'esigenza di garantire un servizio pubblico. La normativa italiana stabilisce che l'importazione sia libera, ma soggetta ai controlli e alle autorizzazioni preventive del Ministero delle Attività Produttive.
Nell'agosto 2002, l'Arera introdusse una sorta di diritto di prelazione, diritto all'accesso prioritario alla rete di interconnessione con l'estero per i soggetti che realizzano interventi di sviluppo diretto ad aumentare la capacità di trasporto della rete elettrica al confine fra due Stati, operando sia sul versante italiano che su quello estero, previa qualifica del tratto di nuova costruzione da parte del Gestore della rete.
L'attività di generazione fu liberalizzata dal D. Lgs. n. 79/1999. L'ingtresso nel mercato è subordinato all'autorizzazione ministeriale. La norma vietava a qualsiasi operatore di importare o produrre più del 50% del totale della potenza elettrica importata o prodotta in Italia. Inoltre, imponeva a ENEL di cedere 15 000 megawatt di capacità produttiva, fatto che diede vita a Elettrogen spa, Eurogen spa e Interpower spa.
Gli importatori o produttori di energia da fonti non rinnovabili per una potenza superiore a 100 GWh erano obbligati a importare o produrre almeno il 2% della potenza da fonti rinnovabili. Le compagnie elettriche avevano facoltà di adempiere all'obbligo acquistando la quota di energia da fonti rinnovabili anche da altri operatori, acquistando i cosiddetti "certificati verdi" negoziati nel mercato telematico che era gestito dal Gestore della Rete di Trasmissione Nazionale. 
Quest'ultimo aveva anche il compito di certificare gli impianti di produzione da fonte rinnovabili. Dal 2002 al 2007, la quota minima di produzione da rinnovabili aumentò dal 2% fino al 3,35% mediante incrementi annuali di 0,35 punti base. Nel marzo 2003, la contrattazione dei certificati verdi veniva demandata al Gestore della Rete, previa approvazione del Ministero delle Attività Produttive.
La Direttiva n. 54/03 regolava l'accesso al mercato elettrico in base a criteri oggettivi, trasparenti e non discriminatori. La norma prevedeva il diritto di impugnare il provvedimento di diniego delle autorizzazioni, eliminando l'obbligo di notifica alla Commissione europea. Gli obblighi sono divenuti trasparenti, non discriminatori e "verificabili" nel testo della Direttiva 2009/72/CE. Il gestore della rete di trasmissione ha il compito di "concessione e la gestione dell’accesso a terzi in modo non discriminatorio tra gli utenti o le categorie di utenti del sistema". Qualora le autorizzazioni o le misure eventualmente imposte non consentano di garantire la sicurezza degli approvvigionamenti, era introdotta la possibilità di ricorrere alla procedura di gara d'appalto, previa pubblicazione del relativo bando nella Gazzetta ufficiale dell'Unione europea. La commissione aggiudicatrice doveva essere indipendente da tutte le attività del mercato elettrico (generazione, trasmissione, distribuzione fornitura).
La gestione della trasmissione e della distribuzione venivano centralizzata in capo a un unico soggetto, identificato col GRTN dalle modifiche intervenute al D. Lgs. 16 marzo 1999, n. 79. Mentre la distribuzione era subordinata a una concessione specifica, la vendita veniva completamente liberalizzata includendo le fasi di fornitura, consegna, misura e fatturazione dei consumi.
L'abolizione del mercato protetto per famiglie e imprese è stato prorogato a gennaio del 2023.

### Liberalizzazione del mercato del lavoro
Alla privatizzazione del diritto del lavoro pubblico in Italia e cioè alla privatizzazione del rapporto lavoro alle dipendenze delle P.A., ha fatto seguito la liberalizzazione del mercato del lavoro, con la quale al monopolio degli uffici di collocamento è succeduto un sistema misto, composto anche di agenzie di servizi private, che forniscono lavoro in affitto a tempo determinato.
Si tratta di una logica conseguenza dell'attuazione dei principi del Trattato CE, che proibiscono restrizioni alla libera concorrenza e abusi di posizioni dominanti: un sistema che riservi al soggetto pubblico l'esclusivo esercizio di una funzione quale quella del collocamento, escludendo in tal modo dal mercato quello che altro non è che un servizio di intermediazione (fra domanda e offerta di lavoro), rischia di essere qualificato come incompatibile con il Trattato.
A questa conclusione è pervenuta anche la giurisprudenza della Corte di giustizia delle Comunità europee (nome attribuito alla Corte di giustizia dell'Unione europea prima del Trattato di Lisbona del 2009), che ha ritenuto, a tal proposito, di censurare il monopolio pubblico del mercato del lavoro. Gli uffici pubblici di collocamento sono soggetti al divieto dell'articolo 86 del TCE (ora 106 TFUE) nei limiti in cui l'applicazione di questa disposizione non vanifichi il compito particolare loro conferito. Lo Stato membro che vieti qualunque attività di mediazione e interposizione tra domanda e offerta di lavoro, che non sia svolta dai detti uffici, trasgredisce l'articolo 86 n. 1 del TCE (ora 106 TFUE), se dà origine a una situazione in cui gli uffici pubblici di collocamento saranno necessariamente indotti a contravvenire alle disposizioni dell'articolo 86 del TCE (ora 106 TFUE).
Ciò si verifica in particolare qualora ricorrano i seguenti presupposti: gli uffici pubblici di collocamento non sono palesemente in grado di soddisfare, per tutti i tipi di attività, la domanda esistente sul mercato del lavoro; l'espletamento effettivo delle attività di collocamento da parte delle imprese private viene reso impossibile dal mantenimento in vigore di disposizioni di legge che vietano le dette attività comminando sanzioni penali e amministrative; le attività di collocamento di cui trattasi possono estendersi a cittadini o territori di altri Stati membri. (C. giust. CEE 8.6.2000, n. 258, FI, 2002, IV, 245).
La materia dei servizi per l'impiego fu oggetto del D. Lgs. n. 469 del 1997, che aveva effettuato, in un quadro di competenze costituzionali ancora accentrate a livello centrale, un vasto conferimento di funzioni a regioni e province. Il decreto era stato portato al vaglio dell'Alta Corte, in quanto disciplinante materie ritenute non ricomprese nell'oggetto della delega conferita con la legge n. 59/1997. A tal proposito l'Alta Corte ha osservato come, con la "legge n. 59 del 1997 il legislatore delegante abbia seguito, nella individuazione delle funzioni da delegare, un criterio innovativo, in quanto "anziché individuare nominativamente gli ambiti materiali cui attengono le funzioni da conferire, si procede [...] alla elencazione delle materie e dei compiti esclusi" (Corte cost. n. 408/1998).
La Corte Costituzionale ha anche di recente confermato come si debba ritenere che le funzioni attinenti al collocamento pertengano alla materia del sostegno all'occupazione e siano indissolubilmente legate alla materia della formazione professionale, di competenza regionale: la ragione della delega delle funzioni del collocamento a regioni ed enti locali ha, in questa logica, lo scopo di superare i problemi che derivavano dalla dissociazioni di tali funzioni, strettamente connesse.
L'Alta Corte ha valutato che "le norme censurate degli artt. 1 e 2 del D. Lgs. n. 469 del 1997, le quali conferiscono a regioni ed enti locali funzioni e compiti relativi al collocamento ed alle politiche attive del lavoro, rientrano nell'oggetto della delega conferita dalla citata legge n. 59 del 1997."(Corte cost. 27.3.2003, n. 125, http://www.giurcost.org).
La riforma di cui alla legge delega 14 febbraio 2003 n. 30 ("Delega al Governo in materia di occupazione e mercato del lavoro", la cosiddetta Legge Biagi) ha ulteriormente incentivato lo sviluppo e la diffusione degli operatori privati. La delega è esercitata nel rispetto dei seguenti princìpi e criteri direttivi di incentivazione delle forme di coordinamento e raccordo tra operatori privati e operatori pubblici, ai fini di un migliore funzionamento del mercato del lavoro, nel rispetto delle competenze delle regioni e delle province. (art. 1, 2° co., l. 14.2.2003, n. 30).
La nuova legge, n. 30/2003, non sembra del tutto rispettosa del mutato quadro costituzionale delle competenze legislative (§ 45) ed in particolare di quelle competenze affidate alle regioni, e fa quasi pensare ad un ritorno al centro (statalizzazione di funzioni) pre-riforma 1997 (ciò con particolare riferimento alle funzioni del collocamento). Da un punto di vista di costituzionalità la legge, in particolare, non si limita a dettare principi fondamentali, ma effettua, una delega al Governo, in tal modo ledendo il combinato disposto degli articoli 76 e 117 della Costituzione.
Nelle materie di competenza concorrente, infatti, lo Stato è competente solo a dettare i principi fondamentali, restando tutta l'ulteriore legislazione attuativa dei principi nella competenza del legislatore regionale. Inoltre, poiché l'esercizio della funzione legislativa non può essere delegato al Governo se non previa determinazione da parte del Parlamento dei “principi” e criteri direttivi, ne segue che una delega quale quella della legge 30/2003, essendo volta allo scopo di individuare tale principi fondamentali, condurrà a decreti che saranno al contempo attuativi e specificativi di principi fondamentali, in violazione dell'articolo 76 della Costituzione, che riserva al Parlamento la determinazione dei principi della legislazione.
Tale conclusione appare rinforzata dall'orientamento espresso dal Consiglio di Stato nel parere n. 68 (Adunanza Generale dell'11.4.2002), che ha stabilito che spetta alla legge regionale (legittimata, nel nuovo sistema, ad avvalersi, per i tratti della disciplina di sua spettanza, anche di regolamenti regionali di attuazione) il compito di dare vita a discipline diversificate che si innestino nel tronco dell'assetto unitario espresso a livello di principi fondamentali: tale ultimo potere statale di intervento deve però essere esercitato in via legislativa, con principi fondamentali. In tal senso si pronuncia anche il disegno di legge governativo di attuazione del titolo V, nel testo approvato dalla I Commissione del Senato, che riserva al Parlamento la definizione legislativa dei nuovi principi fondamentali, mentre delega al Governo il compito di procedere alla mera ricognizione dei principi fondamentali ricavabili dalla legislazione vigente, e dunque, dei principi fondamentali definiti in passato dal Parlamento nel rispetto del dettato dell'articolo numero 76 della Costituzione. Rimane labile il confine fra nuovi principi e ricognizione di principi che non erano adeguatamente esplicitati nella legislazione vigente.
Oltre alla "liberalizzazione dei movimenti dei lavoratori", la Costituzione Europea prevede una legge quadro che favorisca  senza trasformarlo in un obbligo di emigrazione e a porre in atto "meccanismi idonei a mettere in contatto le offerte e le domande di lavoro e a facilitarne l'equilibrio a condizioni che evitino di compromettere gravemente il tenore di vita e il livello dell'occupazione nelle diverse regioni e industrie" (art. III-134). Appartiene a tali meccanismi una politica industriale di tutela delle opportunità di lavoro esistenti avverso il rischio di delocalizzazione, l'attrazione degli investitori esteri nel territorio nazionale, la diffusione della banda larga come strumento per favorire l'incontro e l'equilibrio stabile di domanda e offerta di lavoro, a prescindere dalla distanza spaziale degli operatori economici e dal settore di appartenenza.

Lo stesso articolo stabilisce che i flussi migratori programmati sono in generale contrari al diritto dell'Unione nella misura in cui vincolino le persone ad effettuare la propria prestazione lavorativa nell'ambito per il quale sono stati autorizzati ad entrare nel mercato del lavoro comunitario, privandoli della libertà di scelta di cui godono gli altri cittadini (art. III-134, lett. c).